# قولد
قولد هو فيلم من نوع مغامرة أُصدر في 1974. الفيلم من توزيع مونوغرام بيكشرز، وهو من إخراج بيتر هنت، أما السيناريو فكان من كتابة ويلبر سميث.

## القصة
تقع أحداث الفيلم في جنوب أفريقيا.

## طاقم التمثيل
- روجر مور، بدور Rodney "Rod" Slater ‏
- راي ميلاند
- جون غيلغد
- سوزانا يورك
- مارك سميث (كاتب)
- برنارد هورسفال [الإنجليزية]‏
- برادفورد ديلمان

## الإنتاج
موسيقى الفيلم التصويرية كانت من تأليف إلمر بيرنشتاين.

## وصلات خارجية
- قولد على موقع IMDb (الإنجليزية)
- قولد على موقع روتن توميتوز (الإنجليزية)
- قولد على موقع ألو سيني (الفرنسية)
- قولد على موقع Turner Classic Movies (الإنجليزية)
- قولد على موقع أول موفي (الإنجليزية)
- قولد على موقع فيلمافينيتي (الإسبانية)
- قولد على موقع قاعدة بيانات الفيلم (الإنجليزية)
- قولد على موقع ليتربوكسد (الإنجليزية)
- قولد على موقع كينوبويسك (الروسية)